# Marki
Marki è una città polacca del distretto di Wołomin nel voivodato della Masovia.
Ricopre una superficie di 26,03 km² e nel 2013 contava 29 032 abitanti.